# Шукаю мою долю
«Шукаю мою долю» (рос. «Ищу мою судьбу») — радянський художній фільм. Знятий за мотивами роману Миколи Єршова «Віра, Надія, Любов».
Прем'єра фільму відбулася 8 вересня 1975 року в кінотеатрі «Художній». Фільм знімався в Калузі.

## Сюжет
У невеликому місті разом з побожною бабусею живуть три сестри: Віра, Надія (Галина Польських), Любов (Олена Сафонова). Віра, переживши нещасну любов, йде в монастир, де народжує дитину. Дитина помирає, Віра кінчає життя самогубством. Люба і бабуся відвідують церкву і підтримують стосунки зі священиком Олександром (Едуард Марцевич). Надії, яка засуджує їх релігійність, здається, що Люба закохана в батька Олександра. Вона приходить додому до нього і вимагає, щоб він перестав зустрічатися з Любою. Однак, виявляється, що Олександр закоханий саме в Надію. Дізнавшись його ближче, вона відповідає йому взаємністю, хоча до цього симпатизувала Володимиру, викладачеві технікуму (Георгій Жжонов), в якому навчається її сестра. Опинившись перед важким вибором, Олександр пориває з релігією.

## У ролях
- Георгій Жжонов —  Володимир Сергійович Карякін, викладач історії
- Едуард Марцевич —  батько Олександр
- Галина Польських —  Надія, учитель, депутат міськради
- Олена Сафонова —  Люба Іванова
- Семен Морозов —  Греков
- Костянтин Сорокін —  Федір Іларіонович
- Майя Булгакова —  Віра Володимирівна Заостровцева
- Євген Шутов —  Климентій
- Антоніна Павличева —  Степанида Микитівна, бабуся
- Сергій Яковлєв —  Микола Миколайович, директор технікуму
- Анатолій Ведьонкин —  працівник фабрики
- Віра Алтайська —  Дар'я
- Олександра Харитонова —  сусідка
- Ніна Добрикова —  Віра

## Знімальна група
- Режисер:  Аїда Манасарова
- Сценарій: Роза Буданцева, Микола Єршов
- Оператор: Леонід Крайненков
- Композитор: Микола Сидельников
- Художник:  Наталія Мєшкова